# Kono Danshi, Ningyō Hiroimashita
Kono Danshi, Ningyō Hiroimashita (この男子、人魚ひろいました。 lit. Este joven, ha recogido una sirena?) es un OVA de género yaoi creado y dirigido por Sōbi Yamamoto. Se trata del segundo OVA perteneciente a la franquicia de Kono Danshi, lanzado el 9 de noviembre de 2012. La historia se centra en la creciente relación entre un muchacho humano y un tritón.

## Argumento
Tras el funeral de su abuelo, el joven Shima es rescatado por un tritón tras caer al océano y no saber nadar. Para mostrarle su gratitud Shima le invita a su casa y desde entonces el tritón, a quien Shima nombra "Isaki", permanece a su lado. Ambos pasan los días con la única compañía del otro, puesto que los padres de Shima se divorciaron cuando era niño y pasó a vivir con su abuelo hasta la reciente muerte de este.
A pesar de la alegre presencia de Isaki, quien se muestra curioso hacia todo lo relacionado con el mundo terrestre, Shima sufre por la muerte de su abuelo y vive cerrado en su dolor negándose a mostrar cualquier tipo de emoción en presencia de otros. Solo la influencia de Isaki evita que Shima se desmorone y pronto el muchacho recupera la vitalidad y alegría que una vez tuvo.

## Personajes
Shima Kawauchi (川内 洲 Kawauchi Shima?)
Voz por: Yūki Kaji
Traumatizado por las constantes peleas de sus padres cuando era niño y por la presión de ser el hijo perfecto, Shima recuperó su serenidad e infancia solo después de que su abuelo se hiciera cargo de él. Después de la muerte de este, pierde todo deseo de vivir y esperanza para el futuro. La depresión que lo aflige no le impide, sin embargo, olvidar sus buenos modales y demuestra ser siempre un joven educado y hospitalario, especialmente hacia Isaki.
Isaki (イサキ?)
Voz por: Hikaru Midorikawa
Es un tritón que salva a Shima de ahogarse, así como también su autoproclamado "ángel guardián". Más adelante, Isaki le revela a Shima que lo ha observado durante mucho tiempo y que siempre había sido especialmente sensible a sus lágrimas. El nombre dado por Shima es una referencia al pez de la familia haemulidae.
Gen Kawauchi (川内 源 Kawauchi Gen?)
Voz por: Tomomichi Nishimura
Es el fallecido abuelo de Shima. Se hizo cargo de su nieto tras el divorcio de sus padres.
Kusatsu (草津?)
Voz por: Junta Terashima
Es un compañero de clases y amigo de Shima. Normalmente tiende a invitar a Shima al karaoke, pero este siempre se niega.
Kozuma (小綱?)
Voz por: Megumi Tōda
Es una de las compañeras de clases de Shima.
Funairi (舟入?)
Voz por: Yurika Fukuyama
Otra de las compañeras de clases de Shima.
Furue (古江?)
Voz por: Takashi Miyamoto
Es otro de los compañeros de clases de Shima.

## Media

### Banda sonora
La canción principal del OVA, utilizada tanto como tema de apertura y cierre, es Umi Yori Aoku interpretada por Hikaru Midorikawa.